# Ivesdale
Ivesdale is een plaats (village) in de Amerikaanse staat Illinois, en valt bestuurlijk gezien onder Champaign County en Piatt County.

## Demografie
Bij de volkstelling in 2000 werd het aantal inwoners vastgesteld op 288. In 2006 is het aantal inwoners door het United States Census Bureau geschat op 276, een daling van 12 (-4,2%).

## Geografie
Volgens het United States Census Bureau beslaat de plaats een oppervlakte van 1,9 km², geheel bestaande uit land. Ivesdale ligt op ongeveer 210 m boven zeeniveau.

## Plaatsen in de nabije omgeving
De onderstaande figuur toont nabijgelegen plaatsen in een straal van 20 km rond Ivesdale.